# Autostadt
Autostadt är Volkswagenkoncernens upplevelsepark i Wolfsburg
Autostadt visar upp koncernens olika märkens (Volkswagen, Audi, Škoda, Bentley, Lamborghini och Seat) modeller och bilhistorien i stort.
Autostadt ligger på Volkswagenwerks fabriksområde. Området är på 25 hektar och består av en park med flotta byggnader. I parken finns olika paviljonger där varje märke i koncernen är representerat med ljus och ljud och olika bilmodeller "från i går till idag". Man kan också delta i guidade turer på fabriken. 